# Accidente ferroviario de Gare de Lyon
El 27 de junio de 1988 tuvo lugar en París un accidente ferroviario en Gare de Lyon cuando un tren de cercanías de la SNCF fuera de control colisionó contra otro tren en la misma terminal, dejando un saldo de 56 fallecidos y 55 heridos.

## Desarrollo
Aquel día el tren realizaba el trayecto de la línea D entre Melun y Paris-Lyon, una de cuyas paradas habituales era la Estación de Le Vert de Maisons. Sin embargo, dicha parada fue suprimida una vez que comenzó a regir el horario de verano. Al darse cuenta de que el tren había pasado de largo la plataforma, una pasajera del segundo vagón accionó el freno de emergencia y descendió del tren. El conductor, Daniel Saulin, asistido por el revisor Jean Charles Bovée, estuvo trabajando cerca de media hora para reprogramar la alarma y desbloquear los frenos. La formación emprendió finalmente la marcha, con 26 minutos de retraso y menos pasajeros, ya que algunos habían decidido bajar. Para compensar la demora, el controlador de la estación de Gare de Lyon ordenó al conductor a que se saltase la siguiente estación, Maisons-Alfort.
Tras pasar la estación, el tren llegó a una pendiente que precedía a Lyon (en aquel entonces terminal la línea), antes de la cual se encontraba una señal amarilla que indicaba reducir la velocidad. Fue entonces cuando Saulin, al accionar los frenos, descubrió que estos no respondían. Mientras el tren incrementaba su velocidad a causa del desnivel, el maquinista hizo una llamada de emergencia al controlador, pero olvidó identificarse. Acto seguido accionó la alarma general de su radio y se dirigió a los pasajeros, a los que ordenó trasladarse al último vagón.
En la terminal se encontraba parada, en la misma vía sobre la que circulaba el tren de Saulin, otra formación con retraso. El maquinista de este último y una de las víctimas, André Tanguy, permanecería en su cabina ordenando a los pasajeros por el intercomunicador que abandonaran el tren inmediatamente. Sin embargo, muchos quedaron atrapados entre los restos.

## Investigación
Los primeros indicios de la colisión apuntaron a un atentado terrorista, puesto que en aquel entonces la región ya había sido objetivo de varios. Esta teoría fue respaldada por investigadores que, al examinar el tren siniestrado, descubrieron que la llave de la válvula del freno (localizada detrás del primer vagón) estaba cerrada, impidiendo así que el aire comprimido de los frenos se distribuya por el resto de vagones. Sin embargo, descartaron tal opción ante la posibilidad de que el autor que cerró la llave del freno fuera alguien con conocimientos del sistema de frenado.
Posteriormente, se centraron en la persona que tiró del freno de emergencia en Le Vert de Maisons, la cual admitió ser la autora tras ver en un periódico que se la buscaba. De acuerdo con su testimonio, ella viajaba en el tren con frecuencia y se bajaba en la dicha estación para recoger a su hijo del colegio. Sin embargo, desconocía que el tren no iba a detenerse a causa del nuevo horario de verano. Los investigadores concluyeron que su acción constituyó una irresponsabilidad, aunque la única pena impuesta fue el pago de una multa de 1000 francos por uso injustificado de la palanca del freno.
Los investigadores entonces se fijaron con mayor detenimiento en las entrevistas realizadas previamente a Saulin, quien tras bajarse del tren fue a la parte trasera del primer vagón a reiniciar el sistema de frenado manualmente. Al regresar a la cabina, observó que aún estaban atascados. Tras analizarlo nuevamente, estos descubrieron que el conductor utilizó la válvula del sistema de frenado para sujetarse mientras forcejeaba con la palanca del freno de emergencia, y cerró inadvertidamente el paso de aire al resto de los vagones.
Sin embargo, esta conclusión arrojó una nueva incógnita respecto de cómo pudo Saulin poner en marcha el tren, puesto que en caso de producirse un fallo de seguridad en el mecanismo, los frenos bloquean las ruedas en la posición en la que la válvula estaba cerrada. La única manera de hacer arrancar el tren era volviendo a abrir la válvula o desbloqueando manualmente los sistemas de frenado individuales de todos los vagones. La política de la SNCF requería llamar a un ingeniero para examinar el tren afectado. Sin embargo, Saulin, ansioso por retomar la ruta y creyendo que el sistema se encontraba bloqueado debido a un exceso de presión, optó por drenarlo con la ayuda de Bovée. El maquinista dijo a los investigadores que el indicador de presión funcionaba perfectamente, pero desconocía que, al haber cerrado la válvula había aislado a la locomotora del resto del tren, por lo que la aguja sólo reflejaba la presión de los frenos de la misma.
Otros aspectos apuntaron a los controladores de la compañía férrea. La siguiente parada luego de Le Vert de Maisons era Maisons-Alfort, estación en la que hubiera sido perfectamente capaz de ralentizar el tren aún con solo la octava parte de la capacidad del frenado. En cambio, se le ordenó al maquinista saltarse la estación y dirigirse directamente a Gare de Lyon para compensar la demora inicial y no afectar al horario de los demás trenes. No obstante, Saulin aún disponía de una alternativa en los frenos eléctricos adicionales, pero olvidó la existencia de los mismos a causa del nerviosismo de la situación. El maquinista lanzó un mensaje de emergencia a los controladores, pero no se identificó a sí mismo ni al tren que conducía, y acto seguido presionó la alarma general, causando que los controladores detuvieran toda la red ferroviaria parisina hasta nuevo aviso. En cuanto al tren fuera de control, Saulin había abandonado su cabina para llevar a los pasajeros al último vagón, y no pudo responder al llamado de los controladores, quienes intentaban localizarlo.
Incluso en este punto, aún existía una posibilidad de impedir la colisión: las señales se encontraban programadas, de modo que el tren conducido por Saulin habría sido desviado a un andén vacío a fin de permitirle a Tanguy salir de la estación. Sin embargo, el procedimiento de clausura aplicado por los controladores anuló todas las preprogramaciones automáticas, por lo que el tren sin frenos continuó por la misma vía hasta impactar con la formación detenida.

## Consecuencias
Daniel Saulin fue condenado en diciembre de 1992 a cuatro años de prisión por homicidio negligente, de los cuales tres y medio quedaron en suspenso. Bovée también se enfrentó a la misma pena. También se abrieron infructuosamente acciones legales contra el supervisor de la estación por no haberla evacuado cuando tuvo tiempo, así como contra la pasajera que accionó el freno de emergencia.
Los representantes sindicales de la SNCF defendieron a Saulin y criticaron a la empresa ferroviaria por utilizarlo como un «chivo expiatorio», además de su política de horarios y falta de un espacio adecuado en la estación y la gestión del sistema ferroviario.